# Tinashe

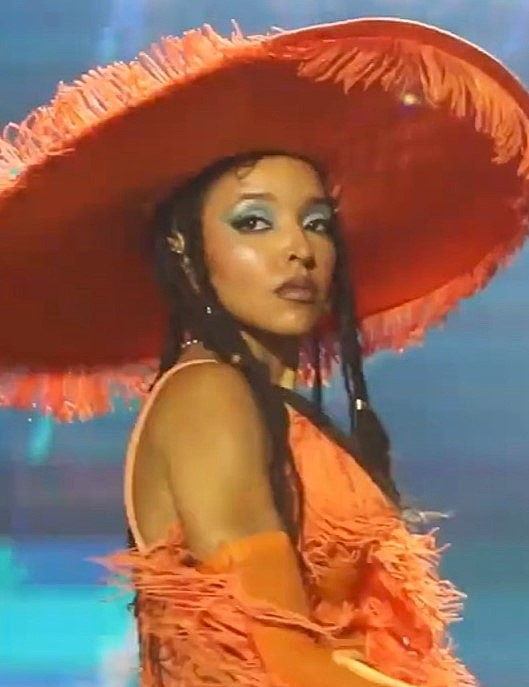
Tinashe (2023)

Tinashe Jørgenson Kachingwe (* 6. Februar 1993 in Lexington, Kentucky), bekannt als Tinashe, ist eine US-amerikanische Sängerin, Schauspielerin und Tänzerin. Sie war Mitglied der fünfköpfigen Girlgroup The Stunners.

## Leben & Karriere
Geboren und aufgewachsen ist Tinashe Kachingwe in Kentucky. Ihre Eltern stammen aus Simbabwe und Nordeuropa. Mit 14 Jahren übernahm sie eine Sprechrolle in einer Folge der Zeichentrickserie Franklin – Eine Schildkröte erobert die Welt. Nach der Schulausbildung ging sie nach Los Angeles, um als Schauspielerin und Model zu arbeiten. 2000 hatte sie eine erste kleinere Rolle im Fernsehfilm Cora Unashamed und in den folgenden Jahren hatte sie weitere Engagements, unter anderem als Sprecherin in der Zeichentrickreihe Holly Hobbie and Friends und 2008/09 als Schauspielerin in drei Folgen von Two and a Half Men.

### 2007–2011: Karrierebeginn mit The Stunners

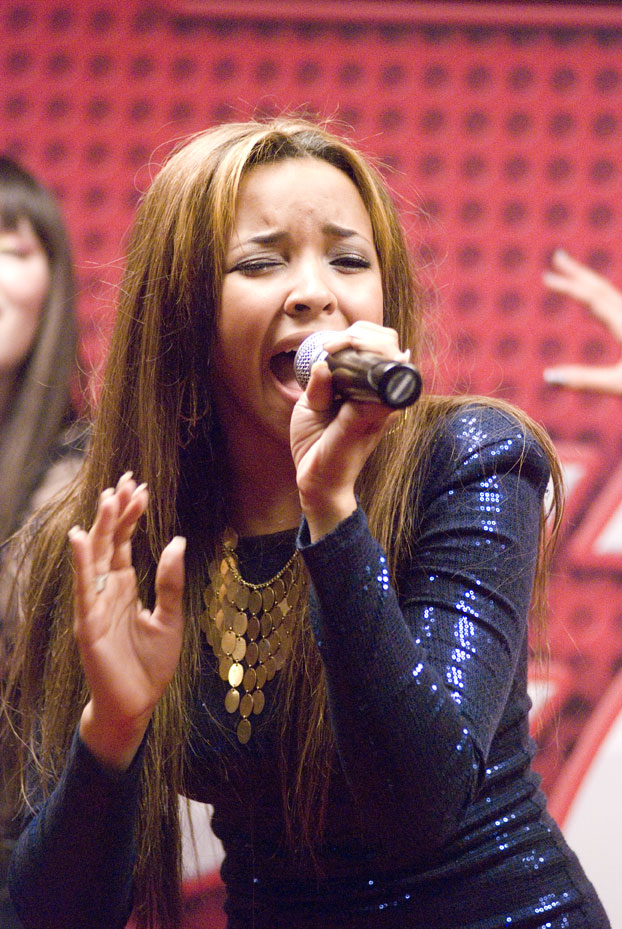
Tinashe (2010)

2007 wurde Tinashe Mitglied der Popband The Stunners, einer fünfköpfigen Gruppe aus Schauspielerinnen. Sie veröffentlichten 2009 eine EP und hatten mit Santa Bring My Soldier Home zum Jahresende einen Top-20-Hit in den AC-Charts. Außerdem spielten sie bei den ersten Konzerten der My World Tour von Justin Bieber im Juni und Juli 2010 als Vorband. Ein Album kam jedoch nicht zustande und so löste sich die Gruppe 2011 wieder auf.

### 2012–2014: Mixtape-Veröffentlichungen und Debütalbum Aquarius
Tinashe konzentrierte sich danach auf eine Solokarriere als R&B-Musikerin. Anfang 2012 veröffentlichte Tinashe ihr erstes Mixtape In Case We Die und im selben Jahr ihr zweites Mixtape Reverie auf ihrer Internetseite. Bei RCA Records unterschrieb sie einen Plattenvertrag. 2013 kam mit Black Water ihr drittes Mixtape, das unter anderem die Single Vulnerable (feat. Travis Scott) enthält. 2014 kam ihr internationaler Durchbruch mit der Single 2 On mit Schoolboy Q als Gastrapper. Sie wurde ein Top-5-Hit in den US-R&B-Charts und wurde mit Platin ausgezeichnet. Es folgte das Album Aquarius, mit dem sie es auf Platz 3 der R&B-Charts und in die Top 20 der offiziellen Charts schaffte. Auch in Australien und England konnte sie sich in den Charts platzieren.

### 2015–2018: Amethyst-Mixtape, zweites Album Joyride und Nightride-Mixtape
Am 16. März 2015 veröffentlichte Tinashe ihr viertes Mixtape Amethyst als Gratis-Download auf ihrer Website. Das Mixtape enthält unter anderem ein Sample des Songs Bounce 2 von Kanye West im Song Wanderer. Im selben Jahr trat sie zusammen mit Ciara und Jason Derulo bei den BET Awards 2015 mit einem Dance-Tribute für Janet Jackson auf. Weitere Erfolge hatte sie in den Jahren darauf als Gastsängerin bei Body Language von Kid Ink, All My Friends von Snakehips, Slumber Party von Britney Spears und Text from Your Ex von Tinie Tempah. Im Herbst 2015 hatte sie mit Player einen weiteren eigenen Hit, der im Vorgriff auf ihr angekündigtes zweites Studioalbum Joyride veröffentlicht wurde.
Im Laufe des Jahres 2016 veröffentlichte Tinashe neue Singles wie Party Favors (feat. Young Thug), Energy (feat. Juicy J), Ride Of Your Life, Superlove und Company und ging dann auf Tour , um ihr zweites Studioalbum zu promoten. Allerdings wurde die Tour abgebrochen, weil Tinashe zuerst ihr zweites Studioalbum fertig produzieren und veröffentlichen wollte, so dass auch die geplanten Konzerte in Europa abgesagt wurden. Da die Veröffentlichung des Albums wegen weniger Label-Support und den Misserfolgen der veröffentlichten Singles aber weiter nach hinten geschoben wurde, brachte sie einige Songs, die sie ursprünglich für Joyride geschrieben und produziert hatte, auf ihr fünftes Mixtape „Nightride“ unter, das am 4. November 2016 veröffentlicht wurde. Das ist ihr erstes Mixtape, das sie auf allen Streaming-Services zur Verfügung stellte. Das Mixtape erhält unter anderem eine erweiterte Version der vorab veröffentlichten Single Company, die als wahrscheinlich einzige Lead-Single des Mixtapes gilt, die Promo-Singles Ride Of Your Life und Party Favors (die Solo-Version ohne Young Thug) und neue Songs wie Lucid Dreaming, Sunburn, Soul Glitch, Spacetime und Touch Pass. Außerdem landete ihr Mixtape Nightride bei der Rolling Stone auf Platz 16 der 20 besten R&B-Alben 2016. Das Nightride-Mixtape von Tinashe wird aber auch als ihr zweites Studioalbum betrachtet, denn Nightride sei der erste Teil eines Doppelalbums, dessen zweiter Teil (Joyride) für die Veröffentlichung im Jahr 2017 vorhergesehen war, wie Tinashe in einem Interview erklärte. Viele betrachten es auch als ein Gegenstück zu Joyride, da das Mixtape einen dunkleren, nächtlichen und träumerischen Sound habe, während Joyride einen mehr launischen, sommerlichen Sound habe.
Am 16. März 2017 veröffentlichte Tinashe die Single Flame, da ihr Label diesen Song als Lead Single von Joyride promoten wollte, Tinashe es aber ablehnte, da sie die kreative Kontrolle über ihre Musik haben wolle. Erst Mitte 2017 nahm ihr Album Joyride zunehmend Gestalt an.
Anfang 2018 postete Tinashe kryptische Videos auf Instagram, mit denen sie drei neue Singles für Joyride ankündigte. Der erste Song No Drama (mit Offset als Gastrapper) erschien im Januar 2018. Das Musikvideo zum Song feierte Premiere bei der MTV-Sendung Total Request Live (kurz TRL) in den USA. In einem Interview mit dem Radiosender Beats 1 erklärte Tinashe, dass Joyride fertig sei und sie bereit sei, die Platte zu veröffentlichen. Am 12. Februar 2018 folgte der zweite Song Faded Love (mit Future als Gastrapper). Das vertikale Musikvideo zur Single wurde ein paar Tage später exklusiv auf dem Streaming-Anbieter Spotify veröffentlicht. Im März gab Tinashe das offizielle Veröffentlichungsdatum von Joyride bekannt und postete gleichzeitig auf Instagram das Albumcover.
Die dritte Single Me So Bad (mit Ty Dolla Sign und French Montana als Gastmusikern) erschien am 30. März 2018 zusammen mit der Vorbestellung von Joyride, das dann am 13. April 2018 veröffentlicht wurde. Das Album erreichte zwar Platz 58 der Billboard Top 200 Charts und konnte sich auf Platz 6 der UK R&B-Album-Charts platzieren, konnte aber nicht an den Erfolg ihres Debütalbums Aquarius anknüpfen.

### 2018–2019: Nashe, Dancing with the Stars, Rent-Live, Trennung von RCA Records & Songs for You

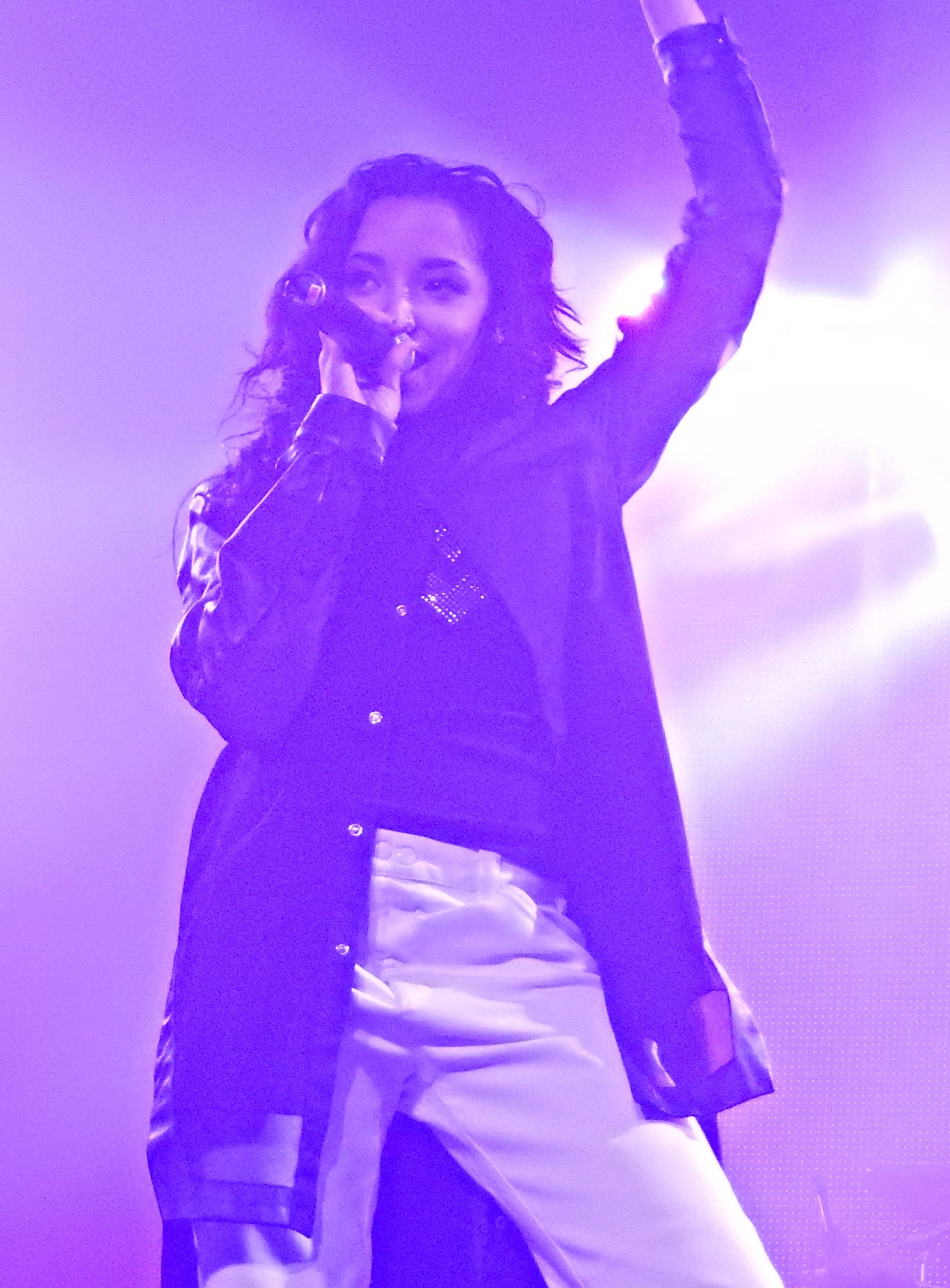
Tinashe (2015)

Kurz nach der Veröffentlichung von Joyride kündigte Tinashe ein neues Musik-Projekt mit dem Produzenten Hitmaka namens Nashe an. Dafür hatte sie vorab die Singles Like I Used T und Throw A Fit veröffentlicht. Im August 2018 erklärte Hitmaka, dass dieses Projekt aufgrund der Misserfolgen der beiden Singles vom Tinashes Label RCA Records gecancelt wurde. Dennoch konnten einige Songs von diesem Projekt (Fashion Nova, Grip, Link Up) sowie viel unveröffentlichtes Material aus dem RCA Studio-Sessions ihrer beiden Alben (Aquarius, Joyride) ins Internet geleakt werden. Im Herbst 2018 nahm Tinashe zusammen mit ihrem Tanz-Partner Brandon Armstrong an der US-amerikanischen Tanz-Show Dancing with the Stars teil; sie schieden nach einigen erfolgreichen Runden als viertes Paar aus dem Wettbewerb aus.
Der US Sender Fox sendete am 27. Januar 2019 eine Realverfilmung des Musicals Rent namens Rent: Live, bei der Tinashe neben z. B. Vanessa Hudgens eine Hauptrolle spielte, nämlich die der HIV-infizierten Stripperin „Mimi Marquez“.
Im Februar 2019 verkündete Tinashes Manager die Trennung der Künstlerin von RCA Records. Im November 2019 gab sie bekannt, dass sie einen Management-Vertrag mit Jay Z’s Label Roc Nation unterschrieben habe. Bereits im Oktober hatte Tinashe ein neues Album namens Songs For You angekündigt. In der Folge veröffentlichte sie zwei Singles aus dem Mixtape mit den Titeln „Die A Little Bit“ (mit der Rapperin Ms Banks als Gastmusikerin) und „Touch & Go“ (mit 6lack als Gastmusiker). Das Album wurde schließlich am 21. November 2019 unabhängig veröffentlicht. Das Album erreichte die Spitze der US-iTunes Charts und wurde von Kritikern überwiegend positiv bewertet. Das Album enthält unter anderem Songs, die ursprünglich für Nashe produziert wurde (Link Up ,Cash Race & Feelings).

### 2023
Im Juli 2023 veröffentlichte sie die Single Talk To Me Nice.

## Filmografie (Auswahl)

### Kino
- 2004: Masked and Anonymous
- 2006: Time Out (Kurzfilm)

### Fernsehen
- 2000: Cora Unashamed
- 2005–2007: Holly Hobbie and Friends (Sprechrolle)
- 2007–2008: Out of Jimmy’s Head (TV-Serie. 4 Folgen)
- 2008–2009: Two and a Half Men (TV-Serie, Folgen 6.9, 7.2 und 7.11)
- 2019: Rent: Live

## Diskografie

### Studioalben
| Jahr | Titel Musiklabel                 | Höchstplatzierung, Gesamtwochen, AuszeichnungChartplatzierungen (Jahr, Titel, Musiklabel, Platzierungen, Wochen, Auszeichnungen, Anmerkungen) | Höchstplatzierung, Gesamtwochen, AuszeichnungChartplatzierungen (Jahr, Titel, Musiklabel, Platzierungen, Wochen, Auszeichnungen, Anmerkungen) | Anmerkungen                             |
| Jahr | Titel Musiklabel                 | UK | US | Anmerkungen                             |
| ---- | -------------------------------- | --- | --- | --------------------------------------- |
| 2014 | Aquarius RCA                     | UK78 (1 Wo.)UK | US17 (3 Wo.)US | Erstveröffentlichung: 3. Oktober 2014   |
| 2016 | Nightride RCA                    | — | US89 (1 Wo.)US | Erstveröffentlichung: 4. November 2016  |
| 2018 | Joyride RCA                      | UK78 (1 Wo.)UK | US58 (1 Wo.)US | Erstveröffentlichung: 13. April 2018    |
| 2019 | Songs for You Tinashe Music Inc. | — | US147 (1 Wo.)US | Erstveröffentlichung: 21. November 2019 |
| 2021 | 333 Tinashe Music Inc.           | — | US175 (1 Wo.)US | Erstveröffentlichung: 6. August 2021    |
| 2023 | BB/Ang3l Tinashe Music Inc.      | — | — | Erstveröffentlichung: 8. September 2023 |
| 2024 | Quantum Baby Tinashe Music Inc.  | — | US199 (1 Wo.)US | Erstveröffentlichung: 16. August 2024   |

### Mixtapes
- 2012: In Case We Die
- 2012: Reverie
- 2013: Black Water
- 2015: Amethyst

### EPs
- 2020: Comfort & Joy

### Singles als Leadmusikerin
| Jahr | Titel Album                | Höchstplatzierung, Gesamtwochen, AuszeichnungChartplatzierungen (Jahr, Titel, Album, Platzierungen, Wochen, Auszeichnungen, Anmerkungen) | Höchstplatzierung, Gesamtwochen, AuszeichnungChartplatzierungen (Jahr, Titel, Album, Platzierungen, Wochen, Auszeichnungen, Anmerkungen) | Höchstplatzierung, Gesamtwochen, AuszeichnungChartplatzierungen (Jahr, Titel, Album, Platzierungen, Wochen, Auszeichnungen, Anmerkungen) | Höchstplatzierung, Gesamtwochen, AuszeichnungChartplatzierungen (Jahr, Titel, Album, Platzierungen, Wochen, Auszeichnungen, Anmerkungen) | Höchstplatzierung, Gesamtwochen, AuszeichnungChartplatzierungen (Jahr, Titel, Album, Platzierungen, Wochen, Auszeichnungen, Anmerkungen) | Anmerkungen                                                                    |
| Jahr | Titel Album                | DE | AT | CH | UK | US | Anmerkungen                                                                    |
| ---- | -------------------------- | --- | --- | --- | --- | --- | ------------------------------------------------------------------------------ |
| 2014 | 2 On Aquarius              | — | — | — | UK— PlatinUK | US24 ×4Vierfachplatin · (24 Wo.)US | Erstveröffentlichung: 21. Januar 2014 feat. Schoolboy Q; Verkäufe: + 4.710.000 |
| 2015 | All Hands on Deck Aquarius | — | — | — | UK85 (1 Wo.)UK | — | Erstveröffentlichung: 24. Februar 2015 feat. Iggy Azalea; Verkäufe: + 35.000   |
| 2015 | Player Joyride             | — | — | — | UK85 (1 Wo.)UK | — | Erstveröffentlichung: 2. Oktober 2015 feat. Chris Brown                        |
| 2024 | Nasty Quantum Baby         | — | — | — | UK66 (5 Wo.)UK | US61 Gold · (16 Wo.)US | Erstveröffentlichung: 12. April 2024                                           |
| 2025 | No Broke Boys –            | DE34 (… Wo.)DE | AT11 (… Wo.)AT | CH17 (… Wo.)CH | UK3 (… Wo.)UK | US55 (… Wo.)US | Erstveröffentlichung: 6. Juni 2025 mit Disco Lines; Verkäufe: + 35.000         |

Weitere Singles
- 2014: Pretend (feat. A$AP Rocky)
- 2016: Superlove
- 2016: Company
- 2017: Flame
- 2018: No Drama (feat. Offset)
- 2018: Faded Love (feat. Future)
- 2018: Me So Bad (feat. Ty Dolla Sign & French Montana)
- 2019: Die a Little Bit (feat. Ms. Banks)
- 2019: Tough & Go (feat. 6lack)
- 2020: Save Room for Us (feat. Makj)
- 2020: Rascal (Superstar)
- 2020: Dance Like Nobody’s Watching (mit Iggy Azalea)
- 2021: Love Line (mit Shift K3Y)
- 2021: Pasadena (feat. Buddy)
- 2021: Bouncin
- 2022: Naturaly
- 2023: Talk To Me Nice

### Singles als Gastmusikerin
| Jahr | Titel Album                      | Höchstplatzierung, Gesamtwochen, AuszeichnungChartplatzierungen (Jahr, Titel, Album, Platzierungen, Wochen, Auszeichnungen, Anmerkungen) | Höchstplatzierung, Gesamtwochen, AuszeichnungChartplatzierungen (Jahr, Titel, Album, Platzierungen, Wochen, Auszeichnungen, Anmerkungen) | Höchstplatzierung, Gesamtwochen, AuszeichnungChartplatzierungen (Jahr, Titel, Album, Platzierungen, Wochen, Auszeichnungen, Anmerkungen) | Höchstplatzierung, Gesamtwochen, AuszeichnungChartplatzierungen (Jahr, Titel, Album, Platzierungen, Wochen, Auszeichnungen, Anmerkungen) | Anmerkungen                                                                        |
| Jahr | Titel Album                      | DE | CH | UK | US | Anmerkungen                                                                        |
| ---- | -------------------------------- | --- | --- | --- | --- | ---------------------------------------------------------------------------------- |
| 2014 | Body Language Full Speed         | DE54 (12 Wo.)DE | — | UK46 Silber · (15 Wo.)UK | US72 Platin · (18 Wo.)US | Erstveröffentlichung: 9. September 2014 Kid Ink feat. Usher & Tinashe              |
| 2015 | All My Friends All My Friends EP | DE67 Gold · (14 Wo.)DE | CH54 Gold · (16 Wo.)CH | UK5 ×2Doppelplatin · (33 Wo.)UK | US— PlatinUS | Erstveröffentlichung: 21. Oktober 2015 Snakehips feat. Tinashe & Chance the Rapper |
| 2016 | Just Say –                       | — | — | UK88 Silber · (2 Wo.)UK | — | Erstveröffentlichung: 15. Juli 2016 KDA feat. Tinashe                              |
| 2016 | Slumber Party Glory              | — | — | — | US86 (1 Wo.)US | Erstveröffentlichung: 16. November 2016 Britney Spears feat. Tinashe               |
| 2017 | Text from Your Ex Youth          | — | — | UK23 Silber · (9 Wo.)UK | — | Erstveröffentlichung: 20. Januar 2017 Tinie Tempah feat. Tinashe                   |

Weitere Gastbeiträge
- 2011: Artificial People (OFM feat. Tinashe)
- 2011: Cake (Bobby Brackins feat. Tinashe)
- 2014: Jealous (Remix) (Nick Jonas feat. Tinashe)
- 2015: Drop That Kitty (Ty Dolla Sign feat. Charli XCX & Tinashe)
- 2015: I Wanna Get Better (Bleachers feat. Tinashe)
- 2016: Duele el corazón (English Version) (Enrique Iglesias feat. Tinashe & Javada)
- 2016: All Caught Up (GTA feat. Tinashe)
- 2016: Freal Luv (Far East Movement & Marshmello feat. Chanyeol & Tinashe)
- 2017: Quit You (Lost Kings feat. Tinashe)
- 2018: Might Die Young (Bobby Brackins feat. Olivia O’Brien & Tinashe)
- 2019: Don’t Stop (Kasawn Woods feat. Tinashe)
- 2020: Love Reggae (JoJo feat. Tinashe)
- 2020: Glitch (Buddy feat. Tinashe)

### Promo-Singles
- 2013: Vulnerable (feat. Travis Scott)
- 2014: Feels Like Vegas
- 2014: Bet (feat. Devonté Hynes)
- 2014: Watch Me Work
- 2015: Party Favors (feat. Young Thug)
- 2016: Ride of Your Life
- 2017: Light the Night Up
- 2018: Like I Used To
- 2018: Throw a Fit
- 2019: Out Tonight
- 2019: So Much Better (feat. G-Eazy)
- 2019: Stormy Weather
- 2020: Hopscotch (Remix mit THEY.)
- 2021: I’m Every Woman (feat. Tokimonsta)
- 2021: I Can See the Future

## Auszeichnungen für Musikverkäufe
| Goldene Schallplatte - Australien - 2017: für die Single Body Language - 2018: für die Single All Hands on Deck - 2025: für die Single No Broke Boys - Italien - 2016: für die Single All My Friends - Kanada - 2016: für die Single 2 On - 2019: für die Single Body Language - Neuseeland - 2023: für das Album Aquarius - Mexiko - 2022: für die Single All My Friends - Polen - 2016: für die Single All My Friends | Platin-Schallplatte - Australien - 2018: für die Single 2 On - Dänemark - 2021: für die Single All My Friends - Kanada - 2016: für die Single All My Friends - Neuseeland - 2023: für die Single Body Language - Niederlande - 2016: für die Single All My Friends 2× Platin-Schallplatte - Neuseeland - 2024: für die Single 2 On 3× Platin-Schallplatte - Australien - 2016: für die Single All My Friends 6× Platin-Schallplatte - Neuseeland - 2025: für die Single All My Friends |

Anmerkung: Auszeichnungen in Ländern aus den Charttabellen bzw. Chartboxen sind in ebendiesen zu finden.
| Land/RegionAuszeichnungen für Musikverkäufe (Land/Region, Auszeichnungen, Verkäufe, Quellen) | Silber     | Gold       | Platin       | Verkäufe  | Quellen              |
| -------------------------------------------------------------------------------------------- | ---------- | ---------- | ------------ | --------- | -------------------- |
| Australien (ARIA)                                                                            | —          | 3× Gold3   | 4× Platin4   | 385.000   | aria.com.au          |
| Dänemark (IFPI)                                                                              | —          | —          | Platin1      | 90.000    | ifpi.dk              |
| Deutschland (BVMI)                                                                           | —          | Gold1      | —            | 200.000   | musikindustrie.de    |
| Italien (FIMI)                                                                               | —          | Gold1      | —            | 25.000    | fimi.it              |
| Kanada (MC)                                                                                  | —          | 2× Gold2   | Platin1      | 160.000   | musiccanada.com      |
| Mexiko (AMPROFON)                                                                            | —          | Gold1      | —            | 30.000    | amprofon.com.mx      |
| Neuseeland (RMNZ)                                                                            | —          | Gold1      | 9× Platin9   | 277.500   | radioscope.co.nz NZ2 |
| Niederlande (NVPI)                                                                           | —          | —          | Platin1      | 40.000    | nvpi.nl              |
| Polen (ZPAV)                                                                                 | —          | Gold1      | —            | 10.000    | olis.pl              |
| Schweiz (IFPI)                                                                               | —          | Gold1      | —            | 15.000    | hitparade.ch         |
| Vereinigte Staaten (RIAA)                                                                    | —          | Gold1      | 6× Platin6   | 6.500.000 | riaa.com             |
| Vereinigtes Königreich (BPI)                                                                 | 3× Silber3 | —          | 3× Platin3   | 2.400.000 | bpi.co.uk            |
| Insgesamt                                                                                    | 3× Silber3 | 11× Gold11 | 25× Platin25 |           |                      |